# Cussy-le-Châtel
Cussy-le-Châtel é uma comuna francesa na região administrativa da Borgonha-Franco-Condado, no departamento de Côte-d'Or. Estende-se por uma área de 7,23 km². Em 2010 a comuna tinha 116 habitantes (densidade: 16 hab./km²).